# Целувката (филм, 1896)
„Целувката“ (на английски: The Kiss) е американски късометражен романтичен ням филм от 1896 година на режисьора Уилям Хейс с участието на Мей Ъруин и Джон Райс, заснет в лабораториите на Томас Едисън в Ню Джърси. Той е с продължителност от 18 секунди и е един от първите филми в историята на киното, излъчван с комерсиална цел.
Филмът скандализира тогавашното общество и довежда до неодобрителни вестникарски статии и призиви за полицейски акции на местата, където е излъчван.
През 1999 година филмът е категоризиран като „културно наследство“ от „Библиотеката на конгреса на САЩ“ и е предаден за съхранение в „Националния филмов регистър“.

## Сюжет
Филмът представлява заснета финалната сцена от мюзикъла „Вдовицата Джоунс“, в която Били Байкс (Джон Райс) и вдовицата Джоунс (Мей Ъруин) се целуват. Той е първият филм в историята на кинематографията, който показва как двама души се целуват.

## В ролите
- Мей Ъруин като вдовицата Джоунс
- Джон Райс като Били Байкс[2]

## Реализация
Премиерата на филма се състои на 21 юли 1896 година в парка Уест Енд в Отава и дълго време се е смятало, че това е първата публична прожекция на филм в Канада. Години по-късно е станало известно, че месец по-рано братята Люмиер са излъчвали свои филми на различни места в Монреал.